# ロバート・ウォルトン・ムーア

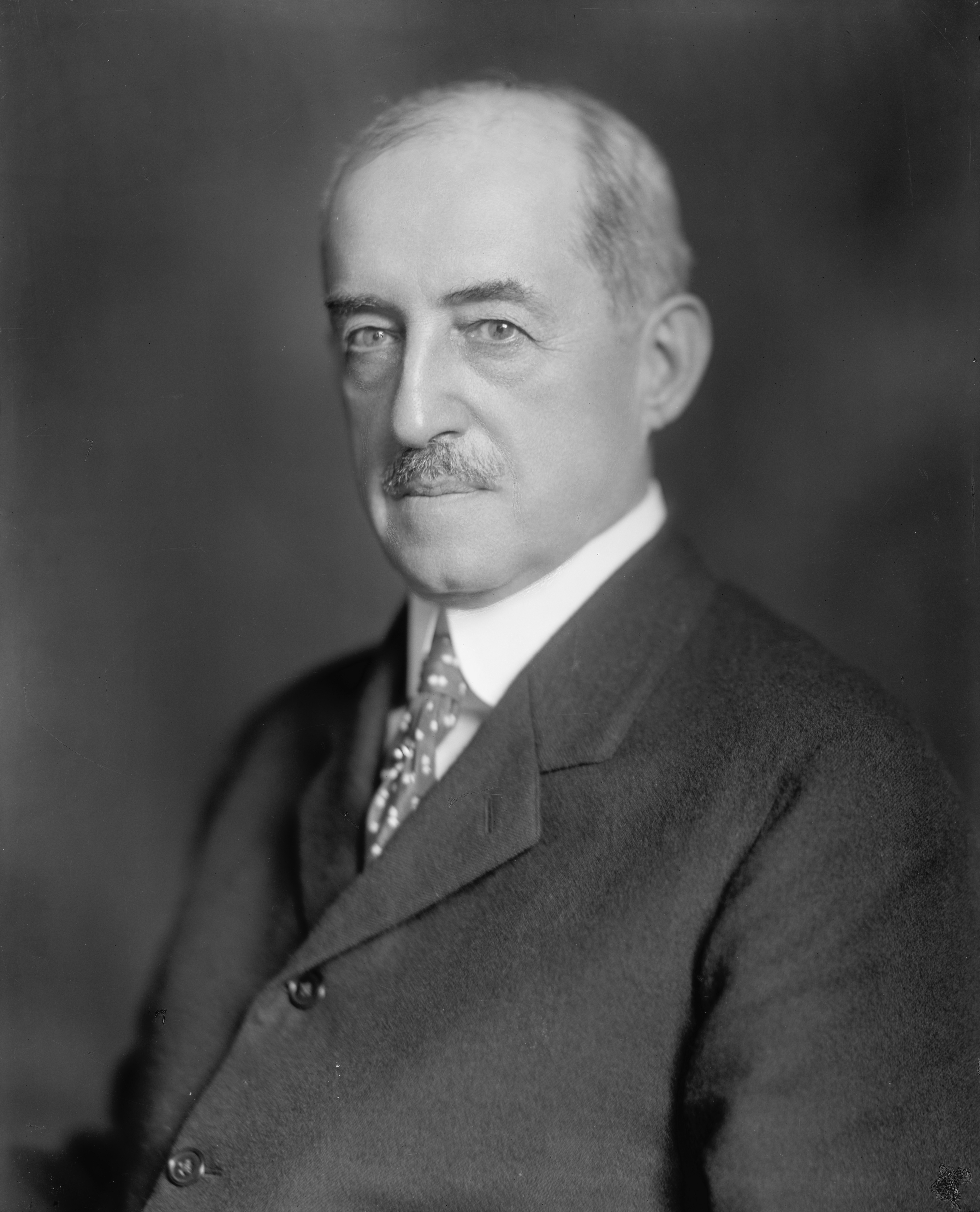

ロバート・ウォルトン・ムーア（Robert Walton Moore, 1859年2月6日 - 1941年2月8日）は、アメリカ合衆国の弁護士、政治家。

## 生涯
1859年2月6日、ムーアはバージニア州フェアファックスにおいて誕生した。ムーアはアレクサンドリアのエピスコパル・ハイスクールで学び、バージニア大学に入学した。ムーアは法律を学び、1880年に弁護士として認可を受けた。ムーアはバージニア州とワシントンD.C.で弁護士業を営んだ。
ムーアは1887年から1890年までバージニア州上院議員を務めた。ムーアは1901年と1902年にバージニア州憲法制定会議の代表を務め、1911年にバージニア州弁護士協会の会長を務めた。ムーアはまたウィリアム・アンド・メアリー大学の第三者委員会で委員を務めた。ムーアは1907年から第一次世界大戦終戦までバージニア州南部の運送団体の特別弁護人を務め、州際通商委員会、商事裁判所、そして合衆国最高裁判所で運送団体の弁護を行った。ムーアは1918年から1919年までアメリカ合衆国鉄道管理局の副顧問を務めた。
1919年4月27日、ムーアはチャールズ・カーリンの辞任に伴う補欠選挙で、民主党からアメリカ合衆国下院議員に選出された。ムーアは続く一般選挙でも再選をし、最終的に1931年3月3日まで下院議員を6期8年務めた。1930年の下院議員選挙では民主党の指名を受けられなかったため立候補しなかった。ムーアは1922年12月7日にスミソニアン博物館の評議委員会の委員に指名された。
ムーアは1933年9月19日にフランクリン・ルーズベルト大統領から国務次官補に任命された。ムーアは1937年5月20日に国務省参事官に任ぜられ、その後死去するまで国務省参事官を務めた。
ムーアは1941年2月8日にバージニア州フェアファックスで死去した。ムーアの遺体はフェアファックス市内のフェアファックス墓地に埋葬された。